# Busch Gardens Tampa
Busch Gardens Tampa Bay est un parc d'attractions et animalier situé à Tampa, en Floride sur le thème du continent africain. Il est la propriété du groupe SeaWorld Parks & Entertainment.
En 2010, il a accueilli 4,2 millions de visiteurs, ce qui en fait le deuxième parc zoologique le plus visité des États-Unis, toutes catégories confondues.

## Histoire
Ouvert depuis le 31 mars 1959, il était à son origine un biergarten attenant à la brasserie d'Anheuser-Busch.
Après la fermeture de l'usine quelques années plus tard. Busch Gardens se concentra sur son parc, ses paysages tropicaux, ses animaux exotiques et les attractions.
La protection des animaux contre les visiteurs est remise en cause par PETA à la suite de l'euthanasie d'un flamant rose brutalisé par un visiteur en 2016 .

## Les zones du parc
Le Serengheti Express, un train touristique permet de traverser le parc. Il fait des arrêts dans trois zones (Nairobi, Congo et Stanleyville). Il existe aussi le Skyride, une sorte de télécabine qui permet au visiteurs de voyager entre Crown Colony et Stanleyville.
- Le Maroc - La rue principale après l’entrée mène sur la zone du Maroc. On y trouve des restaurants et des boutiques comme Sultan’s Sweets ou Zagora Café. On y trouve également le palais marocain et le théâtre à ciel ouvert Marrakesh Theater.
- Bird Gardens - (Le jardin des oiseaux) est une des zones originale du parc de 1959.
- Land of the Dragons - (Le pays des dragons) Cette zone ouverte depuis 1995 a remplacé le Dwarf Village, une zone qui était réservée aux enfants.
- Stanleyville - La zone aquatique du parc.
- Congo -
- Timbuktu - Une zone thématique ouverte depuis 1980.
- Nairobi - Une zone consacrée aux reptiles où l’on peut observer crocodiles et alligators.
- Crown Colony - La plus petite section du parc.
- Égypte - Des tentes de bédouins créent l’ambiance.
- Jungala - Cette zone est encore en construction.

## Les attractions

### Les montagnes russes

#### Montagnes russes actuelles
| Nom de l'attraction | Type                                         | Constructeur                | Date d'ouverture   | Photo |
| ------------------- | -------------------------------------------- | --------------------------- | ------------------ | ----- |
| Air Grover          | Junior / Tivoli Force                        | Zierer                      | 2010 le 27 mars    |       |
| Cheetah Hunt        | Lancées                                      | Intamin                     | 2011 le 27 mai     |       |
| Cobra's Curse       | Tournoyantes                                 | Mack Rides                  | 2016 le 17 juin    |       |
| Iron Gwazi          | Hybrides                                     | Rocky Mountain Construction | 2022 le 11 mars    |       |
| Kumba               | Montagnes russes assises                     | Bolliger & Mabillard        | 1993 le 20 avril   |       |
| Montu               | Montagnes russes inversées                   | Bolliger & Mabillard        | 1996 le 16 mai     |       |
| Phoenix Rising      | Montagnes russes à véhicules suspendus       | Bolliger & Mabillard        | 2024 le 21 juillet |       |
| SheiKra             | Machine plongeante Montagnes russes sans sol | Bolliger & Mabillard        | 2005 le 21 mai     |       |
| Tigris              | Montagnes russes lancées                     | Premier Rides               | 2019 le 19 avril   |       |

#### Anciennes montagnes russes
| Nom de l'attraction                     | Type                                              | Constructeur                 | Date d'ouverture    | Date de fermeture   | Photo |
| --------------------------------------- | ------------------------------------------------- | ---------------------------- | ------------------- | ------------------- | ----- |
| Gwazi                                   | Montagnes russes en bois Duel de montagnes russes | Great Coasters International | 1999 le 18 juin     | 2015 le 1er février |       |
| Python                                  | Montagnes russes assises                          | Arrow Dynamics               | 1976 le 1er juillet | 2006 le 31 octobre  |       |
| Sand Serpent Anciennement Cheetah Chase | Wild Mouse                                        | Mack Rides                   | 2004 le 28 février  | 2023 le 9 juillet   |       |
| Scorpion                                | Montagnes russes assises                          | Anton Schwarzkopf            | 1980 le 16 mai      | 2024 le 8 septembre |       |

### Attractions aquatiques
- Congo River Rapids, une attraction de type bouées
- Stanley Falls Flume, une attraction de type bûches
- Tanganyika Tidal Wave, Shoot the Chute

### Autres attractions
- Caravan Carousel, un carrousel
- Gwazi Gliders, un manège où des deltaplanes tournent autour d'un axe central
- Jungle Fliers, un parcours de tyrolienne
- Phoenix, un Looping Starship
- Pirates 4-D, un cinéma en relief
- Rhino Rally, une attraction qui emmène les passagers dans un safari
- Sandstorm, un manège avec trois bras qui font tourner les passagers autour d'un axe central
- Sesame Street Film Festival 4-D, un cinéma 4-D
- Serengeti Flyer, Screamin' Swing de S&S - Sansei Technologies (2023)
- The Wild Surge, une tour de chute familiale
- Ubanga Banga Bumper Cars, des autos tamponneuses

## Le parc animalier

### Serengeti Plain
En 1965, le parc ouvre cette zone qui recrée exactement l’environnement naturel des animaux. C’est la première fois que ce type d’aménagement est fait. On y trouve des zèbres, des girafes, des bongos, des addax des gazelles, des élans, des autruche, des ciconiidaes, des gruidaes, des ibis…...

### Myombe Reserve
Une aire situé dans la zone Nairobi qui accueille 6 gorilles et 9 chimpanzés depuis 1992.

### Edge of Africa
Ouvert en 1997, Edge of Africa` permet aux visiteurs de découvrir plusieurs animaux africains comme les lions, les hyènes, les hippopotames, une troupe de babouins et des suricates.

### Curiosity Caverns
Cette caverne d’abord connu sous le nom de Noctural Mountain contient des animaux tels que des chauves-souris, des serpents, des lézards, des porc-épics, et des planeurs de sucre.

## Récompenses
Plusieurs attractions de Busch Gardens Tampa ont été placées dans le top 50 par Amusement Today dans la course aux Golden Ticket Awards.
| Montagnes russes | Rang |
| ---------------- | ---- |
| Montu            | 3    |
| Kumba            | 7    |
| SheiKra          | 13   |
| Gwazi            | 38   |